# Kuzhal

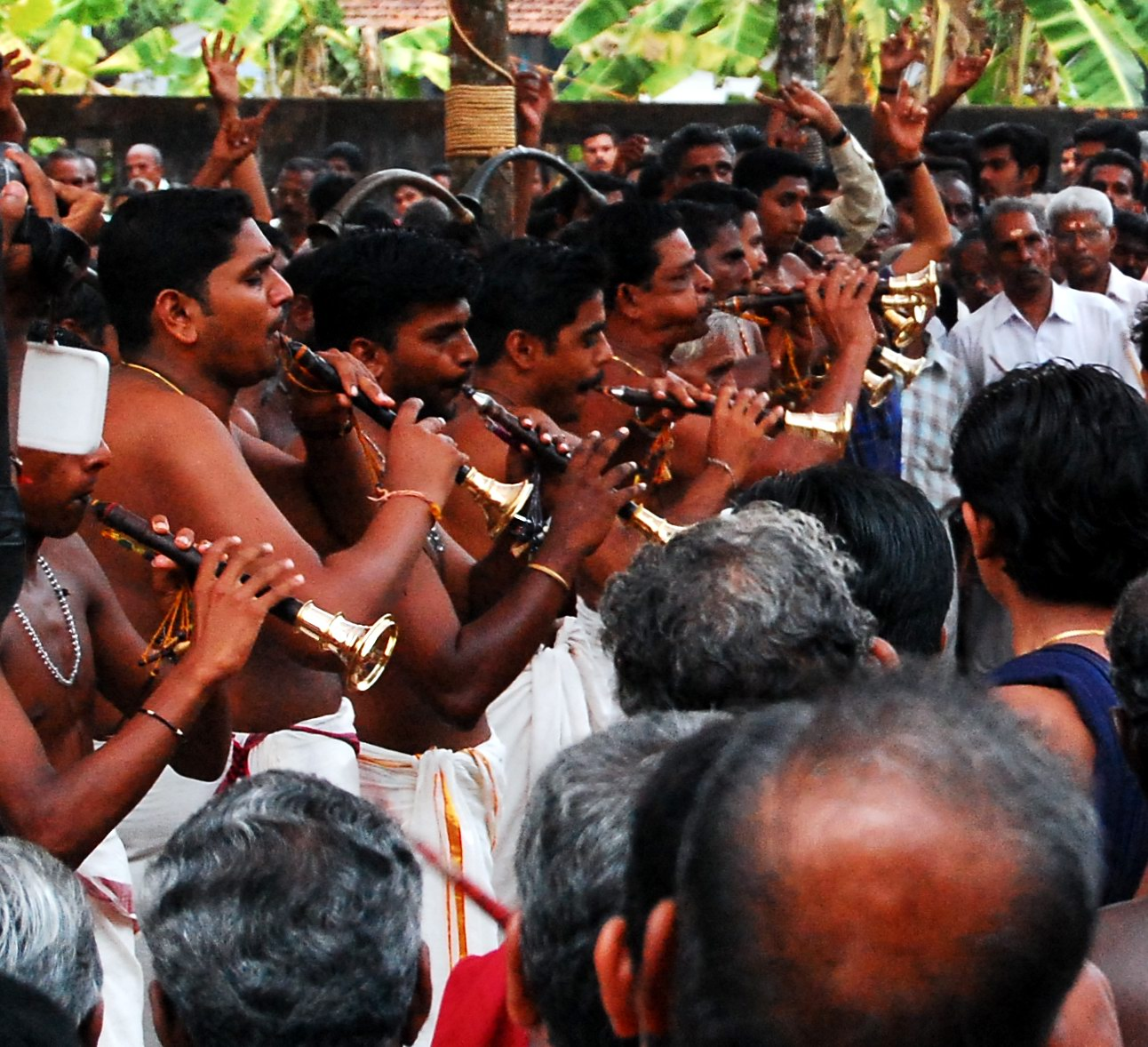
Reihe von kuzhal-Spielern bei einem Tempelfest in Kerala.

Kuzhal, Tamil und Malayalam (കുഴൽ), auch kuḻal, kulal, kurum kuzhal und kurunkuzhal, ist ein kurzes kegelförmiges Doppelrohrblattinstrument (Kegeloboe) der indischen Musik, das hauptsächlich im südindischen Bundesstaat Kerala bei hinduistischen Tempelzeremonien verwendet wird. Kuzhal bedeutet auf Malayalam und Tamil „Flöte“ oder „Rohrblattinstrument“ und das Präfix kurum bezieht sich auf dessen kürzere Länge im Vergleich mit der südindischen Kegeloboe nadaswaram. Das Wort kuzhal steht bereits in der alttamilischen Sangam-Literatur in den ersten nachchristlichen Jahrhunderten für „Blasinstrument“ und bezeichnete nach verbreiteter Ansicht eine Querflöte, möglicherweise auch ein Rohrblattinstrument.

## Herkunft

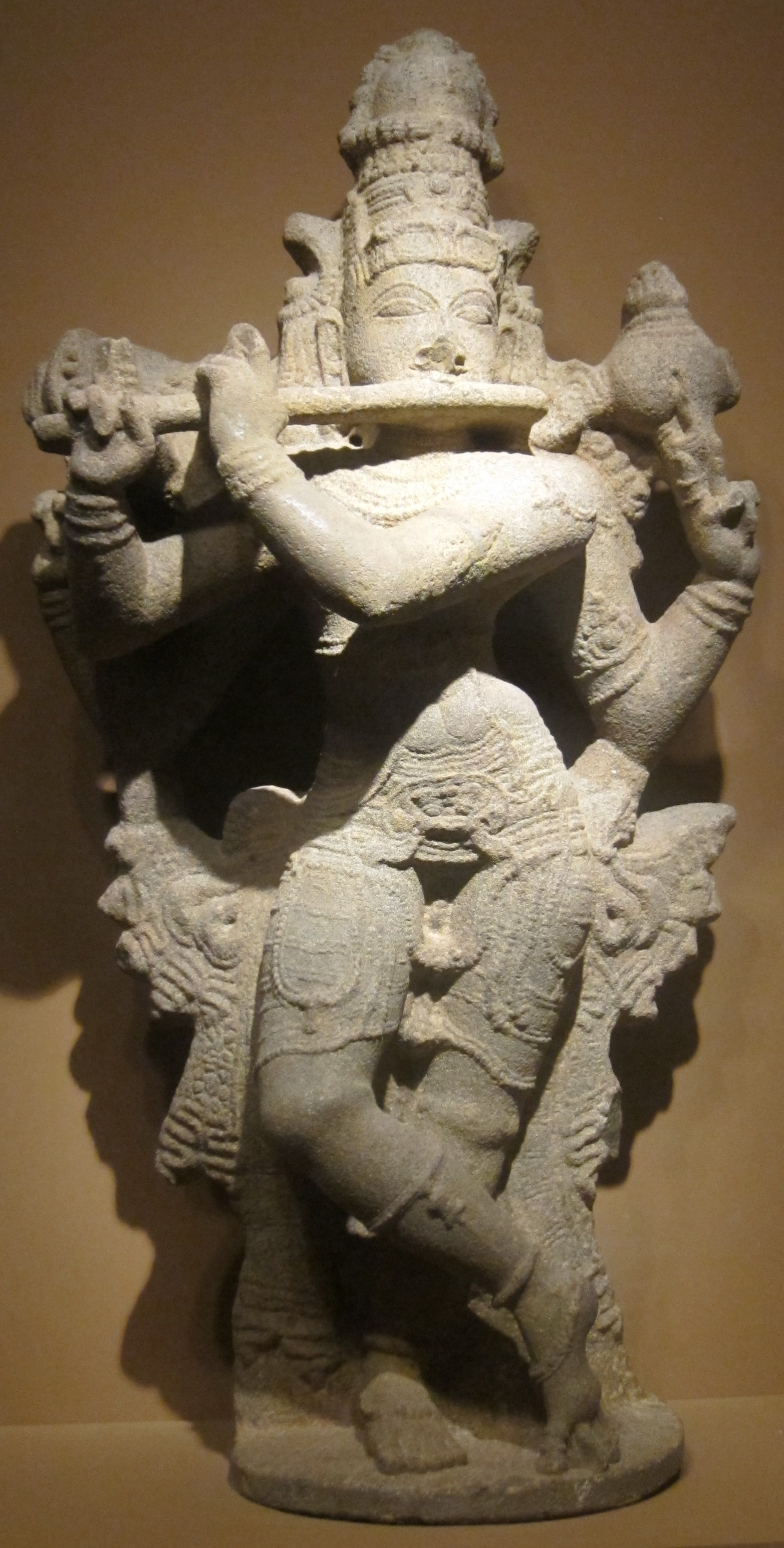
Im 1. Jahrtausend etablierte sich die Querflöte als Attribut Krishnas, im Norden vamsha und murali, im Süden kuzhal genannt. Steinskulptur der Chola, 11./12. Jahrhundert.

Auf bildlichen Darstellungen aus altindischer Zeit sind hauptsächlich Bambusquerflöten (Sanskrit vamsha, abgeleitet bansuri, auch venu, „Bambusrohr“) zu sehen, ferner wenige Längsflöten, das kultisch verwendete Schneckenhorn (shankha) und Langtrompeten. Der in vedischen Texten auftauchende Instrumentenname nadi könnte sich auf ein Rohrblattinstrument bezogen haben. Zur südindischen, auf Tamil verfassten Sangam-Literatur gehört das vermutlich im 2. Jahrhundert n. Chr. entstandene Epos Silappadigaram, aus dem hervorgeht, dass zu den in einer Stadt lebenden Berufsgruppen Musiker gehörten, die Flöten und Harfen (vina) spielten. Zur Begleitung einer Tänzerin spielten die Musiker, nachdem zunächst Hymnen gesungen wurden, alle verfügbaren Instrumente zusammen: Harfe, Flöte, Trommel, kleine Becken und ein Doppelrohrblattinstrument, das einen Bordunton ergänzte, der auf die Höhe der Trommel gestimmt war. Gedoppelte Rohrblattinstrumente vom Typ des Aulos waren ab dem 3. Jahrtausend v. Chr. im östlichen Mittelmeerraum und in Mesopotamien bekannt. Durch den iranischen und griechischen Kultureinfluss in den Jahrhunderten kurz vor der Zeitenwende hatte auch Nordindien einen Anteil an der Aulos-Tradition, der jedoch bald verschwand.
Doppelrohrblattinstrumente werden häufig paarweise gespielt, wobei eines die Melodie und das andere einen Bordun produziert. In Nordindien gehört dies zur Spielpraxis der shehnai. Ein Blasinstrument mit zwei Spielröhren, das zu den ansonsten in Indien seltenen Einfachrohrblattinstrumenten gehört, ist die pungi. In Südindien wird die lange Kegeloboe nadaswaram manchmal vom Borduninstrument ottu begleitet, das im Wesentlichen der nadaswaram entspricht, jedoch keine Fingerlöcher besitzt. Die musikalische Notwendigkeit, die Melodie mit einem Bordunton zu unterlegen, führte in Indien auch früh zur Entwicklung von Sackpfeifen mit zwei Blasröhren (mashak in Nordindien).
Ein bis zum Ende des 1. Jahrtausends zurückführbarer Sanskritname für ein indisches Doppelrohrblattinstrument ist mohori, wie eine bis heute in der Volksmusik gespielte Kegeloboe bezeichnet wird. In der Matanga Muni (6.–9. Jahrhundert) zugeschriebenen Abhandlung über Musik, Brihaddeshi, wird mohori als mavari und madvari vermutlich erstmals erwähnt.
Zwischen der einteiligen, aus einer kurzen, hölzernen Spielröhre bestehenden shehnai in Nordindien und der wesentlich längeren nadaswaram mit einem breiten aufgesetzten Schallbecher im Süden gibt es in Indien weitere Doppelrohrblattinstrumente unterschiedlicher Größe. Außer auf die wenigen Abbildungen und textlichen Überlieferungen aus altindischer Zeit lässt sich die Form der indischen Kegeloboen und vor allem ihr häufiges Zusammenspiel mit einer Trommel auf arabisch-persische Einflüsse im Mittelalter zurückführen. Die ersten Muslime, die im 8. Jahrhundert den Nordwesten Indiens erreichten, brachten Doppelrohrblattinstrumente wie die arabische mizmar und die persische surnay mit, die wohl ab dem 13. Jahrhundert zum Instrumentarium der persischen Palastorchester in Indien, Naqqarkhana, gehörten. In der Ende des 16. Jahrhunderts von Abu 'l-Fazl verfassten Hofchronik des Mogulkaisers Akbar, Ain-i Akbari, wird die indische shehnai ausdrücklich als Entsprechung der namensverwandten persischen surnay aufgeführt. Der orientalischen Verbindung von Kegeloboe und Trommel entspricht mutmaßlich in Südindien das Zusammenspiel der nadaswaram mit der Fasstrommel tavil, wobei eine eigene indische Kegeloboen-Trommel-Tradition dennoch nicht ausgeschlossen werden kann. Während der Name nadaswaram aus Sanskrit naga (mythische Schlange) und svara (Ton der Tonleiter) zusammengesetzt scheint, ist tavil über dhavul und persisch dohol mit arabisch tabl verbunden. Erst in jüngerer Zeit dürfte sich die nadaswaram durch einen Längenzuwachs allmählich von der shehnai abgesetzt haben. Eine andere kurze Kegeloboe in Südindien, die wie die kuzhal hauptsächlich in der hinduistischen Tempelmusik verwendet wird, ist die mukhavina in Tamil Nadu. Mit ihr kommt häufig die Kesseltrommel dhanki zum Einsatz. Weitere eingeführte und indische Namen für Kegeloboen sind pipori, pipahi, mwali, tota, sundari, nafiri (von der persischen Trompete nafīr) und olaga.

## Verbreitung
Der Name mohori geht möglicherweise auf Sanskrit mori („Rinne“, „Kanal“, „Röhre“) zurück, als Bezug auf die Form vergleichbar mit sushira („hohl“), wie nach der indischen Klassifizierung die Gruppe der Blasinstrumente genannt wird. Namensverwandt mit mohori ist unter anderem die tangmuri in Assam. Ebenso bedeutet in dravidischen Sprachen kolavi „Röhre“. In Kannada heißt „Röhre“ kolala und in Tamil steht kuzhavi sowohl für „Röhre“ als auch für eine bestimmte Flöte. Die Kota, eine Ethnie im Nilgiris-Distrikt von Tamil Nadu, spielen eine Kegeloboe kuzhl und die Irula, eine Adivasi-Gruppe in derselben Region, die Kegeloboe kol (oder piki). Das Wortumfeld bezeichnet folglich alle röhrenförmigen Musikinstrumente, also Flöten und Rohrblattinstrumente.
Auch kuzhal, eine alte südindische Bezeichnung für eine Flöte, gehört hierzu. Nach der Einführung der Brahmi-Schrift in Südindien im 2. Jahrhundert v. Chr. wurde die bis dahin mündlich überlieferte, von Barden vorgetragene Tamil-Dichtung schriftlich in einer literarischen Form festgehalten. Einige Barden führten auf der Straße Volkstheater auf, von Trommeln (mulavu) begleitet. Eine andere Gruppe von Musikern, Tänzern und Schauspielern verwendete offenbar ein vayir oder netunkuzhal genanntes Bambushorn. Ferner gab es die angestellten Berufsmusiker kannular, die unter anderem die Bambusflöte kuzhal, verschieden große Bogenharfen yazh und die Trommel mulavu spielten. Hinzu kamen junge Frauen, die tanzten und sangen.
Die kuzhal war das führende Instrument bei der Tanzbegleitung. Kuzhal bezeichnet wie das Wort vankiyam in der tamilischen Literatur des 1. Jahrtausends eine Querflöte, die Beschreibungen zufolge eine Bambusröhre von 38 Zentimetern Länge mit 9 Zentimetern Durchmesser gewesen sein soll. Andere Materialien waren Holz und Bronze. Die Röhre war am Ende der Einblasöffnung geschlossen und besaß sieben Grifflöcher und ein weiteres Loch, das offen blieb. Eine mullaikuzhal genannte Flöte hatte fünf Grifflöcher. Radhika Balakrishnan (2016) ist der Ansicht, dass im alttamilischen Epos Silappatikaram (2. Jahrhundert) das Wort kuzhal für ein Doppelrohrblattinstrument stand, das in der Tanzmusik die Führungsrolle innehatte. Balakrishnan argumentiert, dass im dritten Kapitel des Silappatikaram Bezeichnungen für Bauteile der kuzhal erwähnt werden, die auch für Teile der heutigen nadaswaram bekannt sind.
In der musikwissenschaftlichen Abhandlung Sangita Ratnakara von Sarangadeva aus dem 13. Jahrhundert wird die Flöte vamsha als eines von zwei Instrumenten erwähnt, die zum Spielen von Ragas geeignet sind. Später ging ihr Einsatz bei Ragas zurück und erst am Beginn des 20. Jahrhunderts wurden Flöten wieder in die klassische indische Musik übernommen: im Norden als lange Bambusquerflöte bansuri mit sieben Fingerlöchern und im Süden – befördert durch den Flötisten Sarabha Sastri (1872–1904) – als kürzere venu, die auch kuzhal oder pullankuzhal genannt wird. Die heute in der karnatischen (südindisch-klassischen) Musik gespielte venu ist eine etwa 30 Zentimeter lange Bambusquerflöte mit einem relativ großen Durchmesser und acht Fingerlöchern.
Herbert Arthur Popley (1921) erwähnt eine kuzhal genannte Panflöte, die von Schäfern gespielt wird und aus einigen Schilf- oder Bambusrohren unterschiedlicher Länge und Intervalle besteht. Sie soll schrill geklungen haben. In Tamil Nadu ist die pungi, die Doppelklarinette der Schlangenbeschwörer, als makuti und pambatti kuzhal bekannt.
Eine in Tamil Nadu vorkommende ungewöhnliche Doppelflöte in Form einer mittig angeblasenen Querflöte heißt nedun kuzhal. Das Instrument besteht aus einer dicken langen Bambusröhre mit drei Internodien. Der Spieler bläst über ein kurzes Röhrchen in der Mitte ein. An beiden Sprossknoten ist an der Außenwand ein Loch eingeschnitten, das teilweise von einem als Schneidenkante dienenden Metallblech überdeckt wird. Das beim Spielen senkrecht gehaltene Instrument hat an der unteren Melodieröhre acht Fingerlöcher, die obere Hälfte besitzt keine Fingerlöcher und dient als Bordunröhre. Ähnliche gedoppelte Kerbflöten sind die surpava in Maharashtra und die dobandi bansi in Odisha.

## Bauform
Die kurum kuzhal besteht aus einer 30 bis 40 Zentimeter langen, konischen Spielröhre aus Holz, die olavu genannt wird, und einem aufgesetzten metallenen Schallbecher. Damit ist sie mit den kleinen nordindischen Kegeloboen wie shehnai, mohori und tangmuri sowie mit der südindischen mukhavina verwandt; die beiden Letztgenannten haben einen abnehmbaren Schallbecher aus Holz. Manche Exemplare bestehen aus einer einteiligen Röhre, die sich trichterförmig erweitert. Das abnehmbare Mundstück (nelhi) ist eine kleine Röhre, in die Rohrblätter einer wild wachsenden Pflanzenart aufgesteckt sind. Eine Pirouette fehlt. Wie bei den meisten anderen indischen Doppelrohrblattinstrumenten hat die kuzhal sieben Grifflöcher an der Oberseite und ein weiteres Loch unten am nahen Ende, das vom Spieler mit dem linken Daumen verschlossen wird.
Beim Spielen werden die kurzen Rohrblätter vollständig mit dem Mund umschlossen. Der Klang der kuzhal ist schrill und durchdringend.

## Spielweise

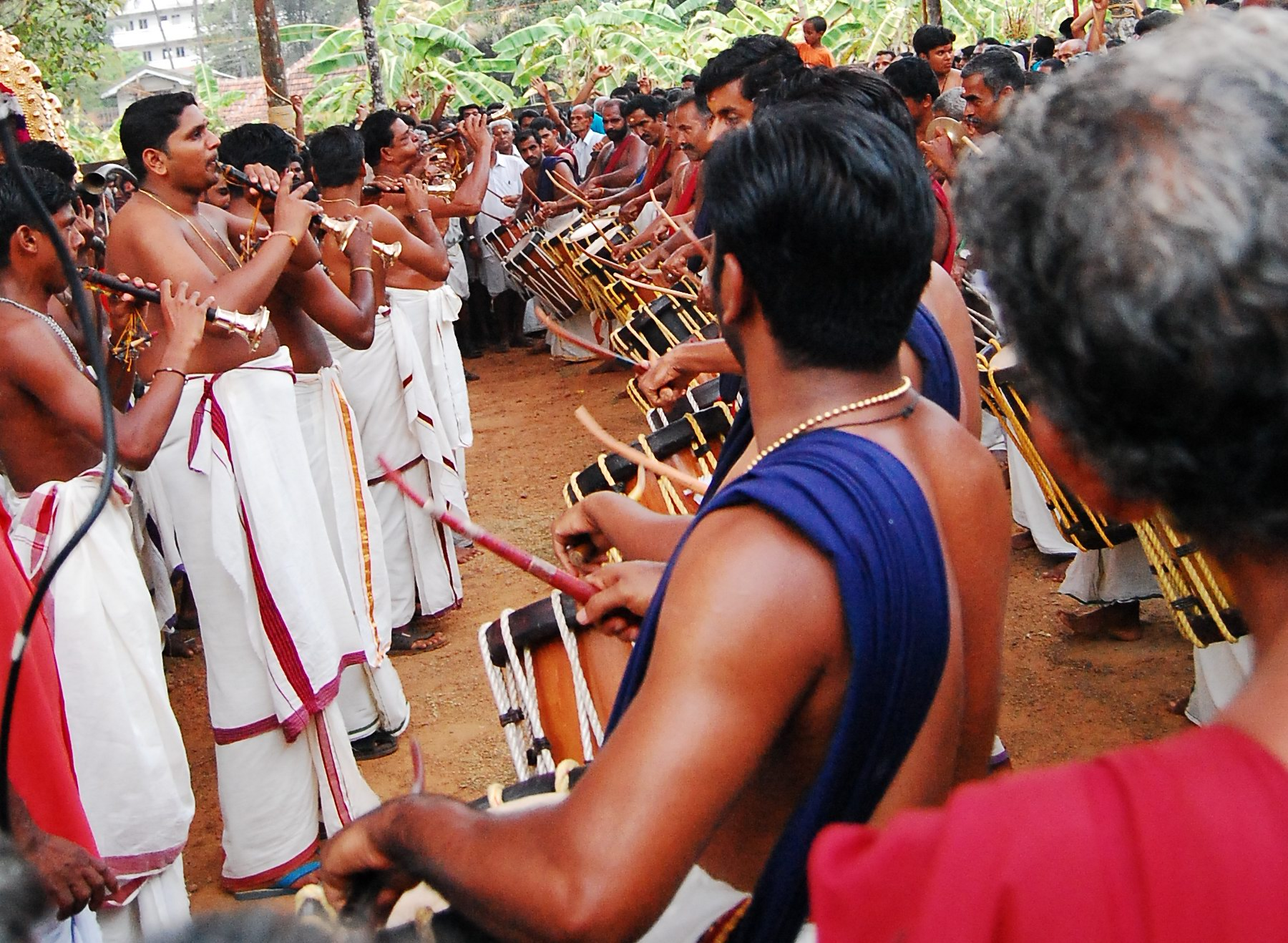
Panchari melam mit einer Reihe kuzhal und gegenüber einer Reihe mit Zylindertrommeln chenda.

In den südindischen Musikstilen hat die nadaswaram weitgehend die kuzhal ersetzt, die praktisch nur in der hinduistischen Tempelmusik in Kerala verwendet wird. Die zeremonielle Musik in den Hindutempeln und bei Prozessionen an den Tempelfesten wird hauptsächlich von professionellen Musikern aus den oberen Kasten aufgeführt, die rund ein Drittel der Hindus im Bundesland ausmachen. Unter den oberen Kasten bilden die meist in der Nähe der Dorftempel lebenden Marar eine kleine und besonders hoch stehende Gruppe. Ihre hauptsächlichen Instrumente sind die zweifellige Zylindertrommel chenda, die zweifellige Sanduhrtrommel idakka, die nur auf ein Fell geschlagene Sanduhrtrommel timila und die kleinen Paarbecken elathalam. Außerdem treten sie als Sänger des keralesischen Tempelgesangsstils sopanam sangitam auf. Andere Kastengruppen haben sich auf ein Instrument spezialisiert; so sind gewisse Mitglieder der Nambiar als einzige berechtigt, die große Kupfertrommel mizhavu zu schlagen und meist sind es Mitglieder der Brahmanekaste Nambeesan, welche die Fasstrommel madhalam spielen. Die Nayar spielen ebenfalls madhalam und des Weiteren die Fasstrommel tavil, die gebogene Naturtrompete kombu, kuzhal, nadaswaram und kleine Paarbecken. Eine Ausnahme ist die von mittleren Kasten an den Tempeln vorgetragene Volksliedgattung Villu Pattu.
Die hindureligiöse Musik in Kerala heißt kshetram vadyam. Sie ist fast nur instrumental (kshetram, „Tempel“, und vadyam, „Musikinstrument“), überwiegend perkussiv und nicht mit Tanz verbunden. Kshetram vadyam wird in zwei Kategorien eingeteilt: kutuka („trommeln“) und pattu („singen“). Zu kutuka gehören die in großen Orchestern gespielten Trommeln und zu pattu außer dem Gesang auch kuzhal und kombu, falls sie solistisch als Melodieinstrumente auftreten. Die Melodieinstrumente sind in jedem Fall dem Rhythmus untergeordnet. In den großen Zeremonialorchestern werden die genannten Blasinstrumente überwiegend rhythmisch eingesetzt, weshalb sie somit ebenfalls zur Kategorie kutuka gezählt werden.
Das populärste kshetram vadyam-Orchester ist das Panchari melam, das in kleiner Besetzung zu fast jedem Tempelfest und in großer Besetzung zum Jahresfest eines Tempels gehört. Es ist eine musikalische Form der Gattung chenda melam (Zylindertrommel chenda und melam, „Ensemble“). Musikalisch dominiert wird das Panchari melam von den in der vorderen Reihe stehenden chenda-Spielern, die von dahinter aufgereiht stehenden elathalam-Spielern rhythmisch unterstützt werden. Ihnen gegenüber haben sich in der ersten Reihe Musiker mit kuzhal und hinter ihnen kombu-Bläser aufgestellt. Die Aufgabe der kuzhal- und kombu-Spieler ist, die Hauptschläge der chenda-Trommeln zu betonen und zu verlängern. Wenn sich das Orchester zu einer Prozession in Bewegung setzt, bilden ein Elefant oder ein Priester der Nambudiri-Brahmanenkaste die Spitze. Die Musik ist in fünf Phasen (Schichten, kalam) gegliedert, die aus einer bestimmten Zahl von rhythmischen Zyklen mit zunehmendem Tempo bestehen. Die letzte Phase ist die kürzeste und schnellste, die mit maximaler Geschwindigkeit und Lautstärke aller Instrumente zum Abschluss kommt. Für eine Aufführung werden mindestens 20 bis 30 Musiker und bei einem großen Tempelfest bis zu 200 Musiker benötigt. Ein typisches Orchester besteht aus etwa 45 chenda, 30 elathalam, 15 kombu und 15 kuzhal. Die Prozession beginnt am Eingang des Haupttempels und umkreist diesen im Uhrzeigersinn, wobei sie an jeder der acht Himmelsrichtungen innehält. Die Musik ist ein wesentlicher Teil des aufwendigen Rituals zur Verehrung der Gottheit im Tempel.
Ein verwandtes Orchester mit derselben Besetzung – chenda, elathalam, kuzhal und kombu – ist das Pandi melam. Das Wort pandi bezeichnet einen Rhythmus mit 7 Zählzeiten (laghu). Eine Aufführung besteht aus vier Teilen, die insgesamt rund zweieinhalb Stunden dauern.
In den Tempelorchestern kommt der kuzhal die Funktion eines Perkussionsinstruments (tala vadyam) zu. Eine Ausnahme bildet das kleine Ensemble kuzhal pattu. Es stellt den einzigen kshetram vadyam-Stil dar, bei dem ein Blasinstrument als solistisch hervortretendes Melodieinstrument fungiert. Das kuzhal pattu wird nur noch selten bei großen Tempelfesten aufgeführt, bei denen die spektakulären Perkussionsorchester beim Publikum beliebter sind. Außerdem erleidet es eine starke Konkurrenz durch die auf Konzertbühnen präsentierte klassische Musik. Zum kammermusikalischen kuzhal pattu-Ensemble gehören eine kuzhal, gelegentlich eine weitere kuzhal als Borduninstrument (sruti kuzhal), eine chenda oder eine kleine Version der Fasstrommel madhalam, die um den Hals gehängt wird (toppi madhalam), und Paarbecken elathalam. Nach dem anfänglichen nichtmetrischen Teil, der dem einführenden alapana der klassischen Musik entspricht, leitet die sruti kuzhal zu metrischen Raga-Kompositionen über, die in einem Zyklus (talam) mit 16 Zählzeiten stehen. Der schnellere dritte Teil ist ein Raga (hamsadwani) mit einem Zyklus von 4 Zählzeiten. Darauf folgt ein vierter Teil mit einer Zählzeit (eka talam).
Eine kuzhal kann in Kerala unter anderem auch bei der Musikbegleitung der hinduistischen Ritualtheater Teyyam, Mutiyettu und Ayyappan tiyatta, des Sanskrittheaters Kutiyattam sowie des Schattenspiels Tholpavakuthu verwendet werden.
Zu den bekanntesten kuzhal-Spielern der älteren Generation gehören Pozhankandathu Rama Panicker, Kodakara Sivaraman Nair († 2017), Kombath Kuttan Paniker (Kombathu Kuttan Panicker) und Septuagenarian Kodakara Sivaraman Nair. Ein jüngerer kuzhal-Spieler ist Velappaya Nandanan Nair.
In Sri Lanka gehört bei der überwiegend hinduistischen Minderheit der Tamilen ein Ensemble mit der Fasstrommel tavil und der langen Kegeloboe nadaswaram zur rituellen Musik der Hindutempel, während die buddhistischen Singhalesen bei einem musikalischen Verehrungsritual (hewisi puja) im Tempel, bei Prozessionen und in einem Theatergenre das kurze Vierfachrohrblattinstrument horanewa spielen. Die untere tamilische Kaste der Paraiyar („Unberührbare“, hiervon abgeleitet der Begriff Paria), die in Tamil Nadu und im Osten von Sri Lanka verstreut lebt, verwendet in Indien die namensgebende einfellige Rahmentrommel parai, die jedoch, soweit bekannt, in Sri Lanka nicht vorkommt. Stattdessen spielen die Paraiyar im Distrikt Batticaloa die mit einer Hand und einem kurzen Stock geschlagene tavil, das mit zwei gebogenen Rohrstöcken geschlagene Kesseltrommelpaar tampattam und die Kegeloboe kuzhal. Ein solches Ensemble tritt bei Tempelfesten, Besessenheitszeremonien, Begräbnissen und sonstigen häuslichen Ritualen auf.